# Nidularium exiguum
Nidularium exiguum är en gräsväxtart som först beskrevs av Edmundo Pereira och Elton Martinez Carvalho Leme, och fick sitt nu gällande namn av B.A.Moreira, Wand. och Gustavo Martinelli. Nidularium exiguum ingår i släktet Nidularium och familjen Bromeliaceae. Inga underarter finns listade i Catalogue of Life.